# Aleš Čar
Aleš Čar (ur. 6 marca 1971 w Idrii) – słoweński pisarz i publicysta.
Ukończył komparatystykę na Uniwersytecie Lublańskim. Debiutował w 1997, powieścią Igra angelov in netopirjev. Drugą, Pasji tango, opublikował w 1999. Jest redaktorem gazety „Dnevnik” i czasopisma „Balcanis”, pracował jako wykładowca uniwersytecki. Prowadził programy telewizyjne.
W Polsce ukazały się dwie książki Čara, zbiory opowiadań Awaria i Made in Slovenia. Akcja jego utworów rozgrywa się współcześnie, często w Lublanie. Bohaterami są robiący karierę trzydziestolatkowie, ale także przedstawiciele pokolenia pięćdziesięciolatków, szukający swego miejsca po rozpadzie Jugosławii. Opowiadania z reguły są napisane wulgarnym językiem i mocno nasycone seksem.

## Polskie przekłady
- Awaria (V okvari) 2003)
- Made in Slovenia (2007)